# Старихов Врх
Старихов Врх (словен. Starihov Vrh) — поселення в общині Семич, регіон Південно-Східна Словенія, Словенія.